# Raoul de Fréchencourt
Pour les articles homonymes, voir Poujol et Fréchencourt.
Marie-Adrien-Raoul Poujol, dit Raoul de Fréchencourt, né à Soues (Somme) le 2 juin 1863 et mort près d'Amiens le 3 avril 1921, est un militant royaliste et homme de lettres français.

## Biographie
La famille de Raoul Poujol, originaire de Clermont-en-Lodève, aujourd'hui Clermont-l'Hérault, est attestée en Picardie depuis le début du XVIIIe siècle : Jean-Baptiste Poujol (16..-1723), marchand bourgeois, était alors échevin d'Amiens. Après la Révolution française, l'arrière-grand-père de Raoul, Adrien-Léonor-Firmin Poujol (1778-18..), acheta le château de Fréchencourt. Ses descendants ont donc ajouté officieusement « de Fréchencourt » à leur patronyme légal, Poujol.
Marie-Adrien-Raoul Poujol est le fils de Louise-Marie-Amélie Danzel (d'Aumont) et de Jean-Baptiste-René-Fernand Poujol (1839-1905), alors propriétaire à Soues, et qui fut plus tard maire de la commune de Fréchencourt, et secrétaire perpétuel de la Société des antiquaires de Picardie entre 1889 et 1905. Le grand-père de Raoul, Adrien-Léon-Marie Poujol de Fréchencourt (1808-1896), présida le conseil général de la Somme.
Réformé pour défaut de taille, Raoul Poujol de Fréchencourt se consacra au journalisme et à la littérature après son installation à Paris, en 1887. Il collabora à des journaux royalistes tels que Le Soleil et, surtout, la Gazette de France, où il utilisa le pseudonyme « Dancourt ». Il écrivit également plusieurs ouvrages sous le nom de plume d'Adrien Varloy.
Orléaniste, il fut le vice-président d'un cercle royaliste fondé en 1895, l'Œillet blanc. En novembre 1896, afin de fêter le mariage du duc d'Orléans avec Marie-Dorothée de Habsbourg-Lorraine, il se rendit avec une dizaine de comparses devant la statue d'Henri IV sur le Pont Neuf, où il fit allumer un feu de Bengale, ce qui lui valut d'être brièvement arrêté puis condamné à une amende d'un franc.
Le 18 février 1899, au surlendemain de la mort de Félix Faure et alors que l'Affaire Dreyfus agitait les milieux nationalistes et monarchistes, Raoul de Fréchencourt accepta de transmettre une dépêche au duc d'Orléans informant ce dernier d'une « urgence absolue ». Par conséquent accusé d'avoir participé à la soi-disant tentative de coup d'État du 23 février 1899, il fut arrêté le 12 août 1899 avec les autres meneurs royalistes et déféré en Haute Cour. Cependant, le 27 décembre, le procureur général reconnut son rôle très limité dans le prétendu complot et abandonna l'accusation contre lui.
Vers 1903, Raoul de Fréchencourt devint le secrétaire général du cirque Molier. Pendant la Première Guerre mondiale, il obtint un emploi de secrétaire à l'office du logement à la préfecture de la Seine.
Raoul Poujol de Fréchencourt mourut le 3 avril 1921, près d'Amiens, des suites d'un accident de bicyclette.

## Œuvres
- La Picardie à l'Exposition universelle de 1889, lettre-préface du vice-amiral de Dompierre d'Hornoy, Amiens, 1889, 136 p.
- Le Duc d'Orléans, Paris, aux bureaux de la Jeunesse royaliste, 1898, 93 p.
- (Avec Hervétius) L’Œillet blanc : cherchons le complot (revue en 3 tableaux créée au Nouveau théâtre les 29 et 30 mai 1900), Paris, Librairie nationale, 1900, 112 p.

 Sous le pseudonyme d'Adrien Varloy : 
- Les Chauffeurs du Santerre, préface de Frantz Funck-Brentano, Paris, Bonvalot-Jouve, 1906, 218 p.
- Gustave Nadaud : sa vie et ses œuvres (1820-1893), préface par Jules Claretie, Paris, Daragon, 1910, 230 p.
- Un Échevin de Paris au XVIIIe siècle, Michel Martel, Paris, Daragon, 1912, 251 p.

- Prix Jean-Jacques-Berger 1912 de l'Institut de France
- Madame Lafarge : histoire véridique et complète de la célèbre et mystérieuse héroïne du Glandier (1839), Paris, Daragon, 1913, 257 p.